# Koudeput
Een koudeput is een depressie met lage temperaturen in de hogere luchtlagen, de troposfeer. De effecten zijn ook vooral merkbaar in de bovenlucht. Aan het aardoppervlak is er nauwelijks een cyclonale circulatie en verandering van luchtdruk waarneembaar, maar de stroming in de onderste luchtlagen stuurt wel de beweging van een koudeput. Deze is zeer langzaam, waardoor langdurige neerslag voor veel overlast kan zorgen.
Koudeputten ontwikkelen een centrifugale kracht waardoor ze zich afsnoeren van de straalstroom. Hierdoor houden ze zichzelf in stand: ze zuigen warme lucht tot op grote hoogte aan waardoor ze afkoelt en het vocht erin condenseert, hetgeen de kou doet toenemen. Uiteindelijk implodeert de koudeput als gevolg van de aanhoudende stroom warme lucht, waardoor ze een warme luchtbel wordt en uitzet en daardoor paradoxaal een hogedrukgebied vormt, waarin de relatief koude lucht daalt en uitdroogt.